# Gloria Guissou
Gloria Rachel Noela Guissou Kabré, née le 24 décembre 1995, est une karatéka burkinabé.

## Biographie

### Enfance & Etudes
Gloria nait à Ouagadougou en 1995. Elle fréquente l'école primaire dans la capitale burkinabè. 

## Carrière
Gloria Guissou remporte la médaille de bronze en kumite individuel des plus de 68 kg lors des Jeux africains de 2019 à Rabat. Il s'agit d'ailleurs de la première médaille du karaté burkinabè à des Jeux africains.
Elle est nommée dans la liste des meilleurs sportifs de l'année 2019 dans la catégorie karaté par l'Association des Journalistes Sportifs du Burkina (AJSB).
En 2023, elle prend part  au concours Yennenga de l'année avec Canal+, réunissant des candidates ayant des projets visant à améliorer la vie des femmes et des jeunes dans leurs communautés, et remporte le trophée en tant que fondatrice du Ringo Club, une association éducative et sportive accompagnant les jeunes sportifs burkinabè dans leur développement socio-éducatif,.

## Yennega 2023
Gloria a été couronné Yennega 2023 par Canal+ Burkina. 